# Fernando Cáceres
Fernando Gabriel Cáceres (ur. 7 lutego 1969 w San Isidro, Buenos Aires) – argentyński piłkarz, grający na pozycji środkowego obrońcy.
Posiada również obywatelstwo hiszpańskie.
Początkowo grał w młodzieżowej drużynie Argentinos Juniors, po czym w 1986 roku "awansował" do podstawowego składu tego klubu. Rozegrał tam 113 meczów i strzelił 5 bramek. W 1991 roku zmienił klub na Club Atlético River Plate. Grał tam przez 2 lata, wystąpił 71 razy i strzelił 11 goli. W 1993 roku podpisał kontrakt z hiszpańskim klubem piłkarskim - Realem Saragossa. Po trzech latach gry po raz kolejny zmienił klub, tym razem na Boca Juniors. W latach 1996–1998 Caceres powrócił do Hiszpanii i grał dla Valencii CF. Od 1998 roku do 2004 grał z Celcie Vigo, dla której rozegrał 218 meczów i strzelił 5 bramek. Później grał jeszcze w Córdoba CF, CA Independiente oraz Argentinos Juniors, gdzie w 2007 roku zakończył karierę piłkarską.
W latach 1992–1997 grał w reprezentacji Argentyny, dla której rozegrał 24 spotkania i strzelił jedną bramkę. Zwyciężył z nią w 1993 roku Copa América, wystąpił na Mundialu 1994.